# Julien Melsheim
Julien Melsheim est un homme politique français né le 12 août 1828 à Rosheim (Bas-Rhin) et décédé le 7 février 1901 à Paris.

## Biographie
Licencié en droit, il fut sous le second Empire, impliqué dans le fameux procès des Treize en 1864. Avec Garnier-Pagès, Lazare Carnot, Trente-quatre républicains qui s’étaient réunis chez Garnier-Pagès peu avant l’élection de deux députés aux première et cinquième circonscriptions de Paris sont arrêtés pour réunion non autorisée et treize sont condamnés à 500 Francs d’amende.
Il acheta peu après une étude d'avoué à Schlestadt, fut élu le 8 février 1871 représentant républicain du Bas-Rhin à l'assemblée nationale, protesta contre les préliminaires de paix et après le vote, le 1er mars, donna sa démission de député pour protester contre l'annexion de l'Alsace-Moselle. Il se fixa alors à Paris, où il devint agréé au tribunal de commerce, puis juge de paix en 1890.